# Роздол (селище)
Роздол — селище в Україні, у Золотоніському районі Черкаської області, підпорядковане Вознесенській сільській громаді. Населення — 1 чоловік.